# Stilbopinae
Stilbopinae (лат.) — подсемейство наездников-ихневомнид (Ichneumonidae).

## Описание
Наездники-ихневмониды мелких размеров (4 — 5 мм). Клипеус выпуклый (у Stilbops с апикальной половиной уплощён) и отделён от лица бороздкой, апикальный край без зубцов. апикальный край без зубцов; стернаулюс мезоплеврон отсутствует или короткий; метаплеврон без ямки под плевральным гребнем; проподеум с килями обычно полный; переднее крыло с ареолой закрытой или открытой и с жилкой cu-a, расположенной апикально по отношению к жилке 1/M на 0,3-0,5 раза длиннее 1cu-a; метасомальный сегмент 1 короткий и широкий, с глиммой и со спиралью на уровне или до середины; метасома дорсовентрально уплощена; гипопигий самки крупный и треугольный в боковом виде сбоку, не выходящий за вершину метасомы; вершина гипопигия без срединной выемки; яйцеклад варьирует от примерно такой же длины, как высота метасомы на вершине (резко сужающийся и с дорсальной субапикальной выемкой отсутствует) до примерно такой же длины, как метасома (не сужается и присутствует дорсальная субапикальная выемка).
Это паразитоиды, паразитирующие на мелких бабочках. Все виды с известной биологией нападают на гусениц семейств различных молей (Incurvariidae, Adelidae и Prodoxidae). Самка откладывает яйца на яйца моли, а взрослая особь вылупляется из кокона моли.

## Классификация
Мировая фауна включает около 30 видов. Подсемейство впервые было выделено в 1949 году. Классификация Stilbops вызывает споры. Таунс (в книге Townes and Townes 1951) первоначально поместил Stilbops и Panteles как трибу Stilbopini в подсемейство Tryphoninae, но позже (Townes 1970b) перевёл их в Banchinae и описал Notostilbops из Чили. Шорт (1978) возвёл Stilbops в ранг отдельного подсемейства (Stilbopinae) на основании морфологии зрелой личинки; он не рассматривал статус Notostilbops или Panteles. Позднее Таунс (Townes & Townes, 1978) включил Notostilbops в Stilbopinae, а Panteles перевёл в Atrophini. Однако Уол (Wahl, 1988) вернул Panteles в Stilbopinae и заявил, что Stilbopinae, похоже, является монофилетической группой эндопаразитоидов, не связанной с Banchinae (или Ctenopelmatinae или Ophioninae s.l.). Интерпретация Уолса была поддержана последующими авторами (Gauld, 1991; Yu & Horstmann, 1997; Quicke, 2005). Два вида Stilbopinae (Stibops vetulus и Notostilbops sp. nov.) никогда не были сестринскими таксонами ни в одном из проведённых филогенетичесикх анализов. Notostilbops кластеризовался с четырьмя видами Banchinae во всех анализах, кроме парсимонического анализа с использованием только морфологических признаков, и поэтому в 2019 году Notostilbops перенесли в Banchinae.
- ?Notostilbops Townes, 1970 — Чили
  - Notostilbops fulvipes Townes, 1970[9]
- Panteles Förster, 1869[10]
  - Panteles areolaris Kasparyan, 1999[11] (Курильские острова, Россия)
  - Panteles schuetzeanus (Roman, 1925)[12] (Европа)
- Rovenosa
- Stilbops Förster, 1869 (около 20 видов, 7 — в Европе)[13][14][15][16][11]